# باچکیتائو
باچکیتائو (انگلیسی: Bachkitau) یک شهرک در شهرستان کراسنوکامسکی استان باشقیرستان کشور روسیه است.